# Cary Fukunaga
Cary Joji Fukunaga (Oakland, 10 luglio 1977) è un regista, sceneggiatore, produttore cinematografico, produttore televisivo e direttore della fotografia statunitense.
Debutta dietro la macchina da presa nel 2009 con il film Sin nombre vincendo il Premio per la migliore regia al Sundance Film Festival, proseguendo nel 2011 con l'adattamento di Jane Eyre candidato all'Oscar ai migliori costumi. Nel 2014 dirige la prima stagione dell'acclamata serie TV True Detective, con cui si aggiudica il Premio Emmy come miglior regista, il Writers Guild of America Award e la candidatura al Directors Guild of America Award.

## Biografia
Nato a Oakland, California, figlio di padre giapponese, Anthony Shuzo Fukunaga, e madre svedese, Gretchen May Grufman, si laurea in Storia nel 1999 presso l'Università della California, Santa Cruz. Successivamente ha frequentato l'Institut d'études politiques (IEP) di Grenoble e il programma di cinema Tisch School of the Arts dell'Università di New York. Ha ricevuto diverse borse di studio tra cui USA Rockefeller Foundation Fellowship, John H. Johnson Film Award/Princess Grace Foundation Fellowship e una borsa di studio della Katrin Cartlidge Foundation. Oltre all'inglese, parla correntemente francese e spagnolo.

## Carriera
Inizia la sua carriera realizzando cortometraggi: Kofi e Victoria para Chino, quest'ultimo presentato al Sundance Film Festival e per cui ha ricevuto uno Student Academy Award nel 2005. Nel 2009 ha fatto il suo debutto cinematografico con il lungometraggio Sin nombre, vincitore di numerosi premi, tra cui il premio regia al Sundance Film Festival 2009. Nel 2011 dirige il suo secondo film, Jane Eyre, adattamento cinematografico del celebre romanzo di Charlotte Brontë. Il film ha per protagonisti Mia Wasikowska e Michael Fassbender.
Nel 2013 lavora per la televisione, dirigendo tutti gli otto episodi della serie televisiva, targata HBO, True Detective, interpretata da Matthew McConaughey e Woody Harrelson. Per la regia del quarto episodio (Capitolo quattro: Cani sciolti) della prima stagione, Fukunaga ha vinto il Premio Emmy per la miglior regia alla cerimonia del 2014.

## Influenze e stile
Durante l'uscita cinematografica del film No Time to Die, Fukunaga ha avuto modo di parlare per la prima volta a IGN del suo particolare stile di regia ispirato al mondo dei videogiochi, di cui egli è un grande appassionato, applicato all'opera filmica sia dal punto di vista scenico che del sonoro, soprattutto nelle sequenze che vedono in azione Daniel Craig nei panni di James Bond durante il terzo atto della pellicola. Nello specifico, il cineasta ha dichiarato:  "Anche se i videogiochi in generale sono parte della mia vita, la cosa interessante dei videogame è che molto del loro sound design ha ora influenzato al contrario il cinema. Se pensate anche ai suoni tipo di una mitragliatrice, come in Call of Duty, quel suono metallico è entrato a far parte dei mix dei film. So qual è il suono vero di un'arma nel mondo reale, ma quando fai un film cerchi di influenzare i sensi per dare l'idea del mondo reale, e a volte la traduzione diretta della vita reale non ottiene quel risultato. Pensate chessò a Half Life, Resident Evil, The Last of Us, quando ti muovi in quei mondi, quanto conta il sound design, per il buio, per lo spostamento in spazi oscuri, crea suspense. La televisione e il cinema influenzano i videogiochi, e i videogiochi restituiscono il favore. Tutto s'influenza"

## Filmografia

### Regia

#### Cortometraggi
- Kofi (2003)
- Victoria para chino (2004)
- Chinatown Film Project (2009)

#### Cinema
- Sin nombre (2009)
- Jane Eyre (2011)
- Beasts of No Nation (2015)
- No Time to Die (2021)

#### Serie TV
- True Detective (2014)
- Maniac (2018)

### Sceneggiatore

#### Cinema
- Sin nombre (2009)
- Beasts of No Nation (2015)
- It, regia di Andrés Muschietti (2017)
- No Time to Die (2021)

#### Televisione
- L'alienista (The Alienist) – serie TV (2018)
- Maniac - miniserie TV (2018)

### Produttore

#### Cinema
- Beasts of No Nation (2015)
- Joe Bell, regia di Reinaldo Marcus Green (2020)

#### Televisione
- True Detective – serie TV, 8 episodi (2014)
- L'alienista (The Alienist) – serie TV (2018)
- Maniac - miniserie TV (2018)